# Schwitori
Schwitori (gruz. სხვიტორი) – wieś w Gruzji, w regionie Imeretia, w gminie Saczchere. W 2014 roku liczyła 815 mieszkańców.

## Urodzeni
- Akaki Cereteli